# Абу Зайд ад-Дабуси
Абу Зайд ад-Дабуси, Абдуллах (или Убайдуллах) ибн Умар ибн Иса аль-Дабуси аль-Бухари Ханафи аль-Кади (عبد الله أو عبيد الله بن عمر بن عيسى الدّبوسي البخاري الحنفي القاضي) — выдающийся исламский ученый, богослов и основатель одной из ханафитских школ. Он основал науку диалектики, поддерживающую его анализ и аргументацию на примерах, извлеченных из Священных Писаний. Он сочинил несколько тааликов. Среди его произведений были «Ансар» (Тайны) и «Таквим лил Адилла» (Система демонстраций). Ад-Дабуси умер в Бухаре в 1038—1039 годах.
Нисба Дабуси происходит от города Дабусия, который находится между Бухарой и Самаркандом и откуда родом многие ученые.